# Matang Ulim (Samudera)
Matang Ulim is een bestuurslaag in het regentschap Aceh Utara van de provincie Atjeh, Indonesië. Matang Ulim telt 455 inwoners (volkstelling 2010).